# Jaśki (Olecko)
Jaśki (deutsch Jaschken, 1938 bis 1945 Jesken) ist ein Dorf in der polnischen Woiwodschaft Ermland-Masuren, das zur Stadt-und-Land-Gemeinde Olecko (Marggrabowa, umgangssprachlich auch Oletzko, 1928 bis 1945 Treuburg) im Powiat Olecki (Kreis Oletzko, 1933 bis 1945 Kreis Treuburg) gehört.

## Geographische Lage
Jaśki liegt am Ostufer des Dopker Sees (1938 bis 1945 Markgrafsfelder See, polnisch Jezioro Dobskie) im Osten der Woiwodschaft Ermland-Masuren, vier Kilometer westlich der Kreisstadt Olecko.

## Geschichte
Das Gründungsdatum des vor 1785 Jasken, danach bis 1938 Jaschken genannten kleinen Dorfes liegt im Jahr 1563.
Von 1874 bis 1945 war der Ort in den Amtsbezirk Olschöwen (polnisch Olszewo) eingegliedert, der – 1934 in „Amtsbezirk Erlental“ umbenannt – zum Kreis Oletzko (1933 bis 1945 Kreis Treuburg) im Regierungsbezirk Gumbinnen der preußischen Provinz Ostpreußen gehörte. Im gleichen Zeitraum war das Dorf dem Standesamt Marggrabowa (Treuburg) zugeordnet.
Die Zahl der Einwohner belief sich 1910 auf 341 und 1933 auf 318.
Aufgrund der Bestimmungen des Versailler Vertrags stimmte die Bevölkerung im Abstimmungsgebiet Allenstein, zu dem Jaschken gehörte, am 11. Juli 1920 über die weitere staatliche Zugehörigkeit zu Ostpreußen (und damit zu Deutschland) oder den Anschluss an Polen ab. In Jaschken stimmten 265 Einwohner für den Verbleib bei Ostpreußen, auf Polen entfiel keine Stimme.
Am 3. Juni 1938 wurde Jaschken aus politisch-ideologischen Gründen der Vermeidung fremdländisch klingender Ortsnamen in „Jesken“ umbenannt. Die Zahl der Einwohner betrug im Jahre 1939 noch 244.
In Kriegsfolge kam der Ort 1945 mit dem gesamten südlichen Ostpreußen zu Polen. Er trägt seither die polnische Namensform „Jaśki“ und ist heute Sitz eines Schulzenamtes (polnisch sołectwo) und somit eine Ortschaft im Verbund der Stadt-und-Land-Gemeinde Olecko (Marggrabowa, 1928 bis 1945 Treuburg) im Powiat Olecki (Kreis Oletzko, 1933 bis 1945 Kreis Treuburg), bis 1998 der Woiwodschaft Suwałki, seitdem der Woiwodschaft Ermland-Masuren zugehörig.

## Religionen
Vor 1945 war Jaschken in die Evangelische Kirche Marggrabowa (Treuburg) in der Kirchenprovinz Ostpreußen der Kirche der Altpreußischen Union sowie in die Katholische Pfarrkirche der Kreisstadt im Bistum Ermland eingepfarrt.
Heute gehört Jaśki ebenfalls zur katholischen  Pfarrei in der Kreisstadt, die nun im Bistum Ełk (deutsch Lyck) der Römisch-katholischen Kirche in Polen liegt. Die evangelischen Einwohner halten sich zu den Kirchen in Ełk bzw. Gołdap, beide in der Diözese Masuren der Evangelisch-Augsburgischen Kirche in Polen gelegen.

## Verkehr
Jaśki liegt südlich der Woiwodschaftsstraße DW 655 und ist von dort auf einer Nebenstraße in Richtung Rosochackie (Rosochatzken, 1938 bis 1945 Albrechtsfelde) zu erreichen. Eine Bahnanbindung besteht nicht.